# David Yang
David Evgenieviche Yan (em russo:  Дави́д Евге́ньевич Ян, transl. Davíd Yevgén'yevich Yan, 3 de junho de 1968, Yerevan, RSS da Armênia, URSS) é um empresário russo especializado na área de inteligência artificial, fundador e membro do conselho de administração do grupo de empresas ABBYY. Candidato em Ciências Físicas e Matemáticas, laureado com o Prêmio do Governo Russo na área de ciência e tecnologia (2001).
Em 2021, ele foi incluído na lista dos duzentos empresários mais ricos da Rússia, segundo a revista Forbes, com uma fortuna de US$ 700 milhões.

## Biografia
O pai de Yang é o chinês Yang Shi (Evgeniy Andreeviche), sua mãe é a armênia Silva Ashotovna, ambos são físicos por formação. David nasceu na RSS da Armênia, estudou na escola nº 109 em Yerevan e mais tarde mudou-se para a escola de física e matemática da Universidade Estadual de Yerevan. Até 1985 morou em Yerevan, depois ingressou na Faculdade de Física Geral e Aplicada do MIPT, onde se formou em 1992, defendendo seu diploma no tema “Linguagem de descrição de dicionário DSL”.
Em 1989, enquanto estudava no quarto ano, fundou a empresa Bit Software junto com um funcionário do IPTM RAS Alexander Moskalev, que foi renomeada ABBYY em 1998. Os produtos mais famosos são o sistema de reconhecimento de texto ABBYY FineReader e os dicionários eletrônicos ABBYY Lingvo.
Autor de um grande número de publicações e detentor de diversas patentes. Candidato em Ciências Físicas e Matemáticas (2003). O tema da dissertação é “Investigação, desenvolvimento e implementação de métodos de reconhecimento automático de textos manuscritos em sistemas informáticos” (OCR).
Um dos apresentadores do programa “Infomania” no STS. Participou do programa “Segredos Empresariais” com Olegue Tinkov.
Casado, tem três filhos.